# Ñorquincó (departamento)
Ñorquincó é um departamento da Argentina, localizado na
província de Rio Negro.